# Andre Ethier
Andre Everett Ethier (Phoenix, 10 aprile 1982) è un ex giocatore di baseball statunitense.
È di origini franco-messicane. Diplomatosi alla St. Mary's High School a Phoenix, in Arizona, dopo aver frequentato per poco il Chandler-Gilbert Community College, si è iscritto all'Arizona State University.

## Gli inizi

### La scuola superiore
Si diploma alla St. Mary's High School nel 2000. Nell'ultimo anno scolastico batte .527 e ciò lo fa classificare primo della regione ed secondo a livello statale.

### Iljunior college
Ethier si trasferisce al Chandler-Gilbert Community College dopo aver giocato per l'ASU nell'autunno 2000. Gli allenatori dell'ASU gli avevano detto che non aveva il talento per stare in Prima Divisione e che avrebbe fatto meglio a giocare per il "junior college". Presso la CGCC Ethier fa registrare 94 valide, diventando uno dei migliori giocatori di junior college dell'Arizona, batte. 468 con 32 doppie. Viene nominato MVP della squadra. Durante l'estate del 2001 gioca con i Keene Swamp Bats di Keene (NH) della New England Collegiate Baseball League, una lega amatoriale.

### LaArizona State University
Ethier ritorna ad iscriversi nella Arizona State University (ASU) alla fine del 2001 per giocarvi fino alla stagione 2003; in queste 2 stagioni totalizza una media battuta di. 371, 118 punti battuti a casa (RBI), 113 punti segnati, 27 doppi, 7 tripli e 14 fuoricampo (HR). Addirittura chiude la sua carriera sportiva universitaria nel mezzo di una striscia di 23 partite consecutive in cui riesce a battere almeno una valida a partita. È stato nominato ben 2 volte nella selezione All-Stars della Pacific-10 Conference (nel 2002 e nel 2003).
Durante l'estate del 2002, Ethier ha approfittato della parentesi estiva per giocare con i Rochester Honkers, squadra che milita nella Northwoods League (uno dei campionati estivi più importanti della nazione riservati a giocatori collegiali durante le vacanze estive). Durante questa breve esperienza è stato leader della squadra per HR (battendone 4) e per RBIs (34), ha realizzato una media di. 264 ed è stato insignito del Silver Glove nel campionato grazie alla sua buona difesa come RF.

### Ildraftdell'MLB
Ethier viene scelto dagli Oakland Athletics al 37º round del draft dei giocatori amatoriali del 2001. Ethier preferisce, invece, rimanere a frequentare l'ASU. Viene scelto al 2º round del draft dei giocatori amatoriali del 2003 ancora dagli Oakland Athletics. Ethier firma il contratto con gli Athletics il 1º luglio 2003.

### Leminor leagues
Dopo essere stato scelto al draft dagli Oakland Athletics, Ethier viene aggregato nel roster dei Vancouver Canadians, squadra appartenente al farm system degli A's di livello Single-A. La stagione successiva, nel 2004, continua a militare in Single-A con i Modesto Athletics (dove ottiene una media battuta di. 313), per poi avanzare al livello Double-A aggregandosi ai Midland RockHounds. Per lui sarà un'ottima stagione che si conclude con. 319 di media battuta, 18 HR e verrà insignito di ben 3 premi: MVP della Texas League, Minor Leaguer Player Of The Year dell'intera farm system degli Athletics e MVP dell'All-Star Game della Texas League. Nel 2005 arriva il momento di salire ancora un gradino verso la MLB, approdando alla squadra di Triple-A dei Sacramento Rivercats.

### La vendita
Il 14 dicembre 2005 Ethier viene venduto dagli Oakland Athletics ai Los Angeles Dodgers in cambio di Milton Bradley ed Antonio Pérez. Pare che sia stato il talent-scout Al LaMacchia a convincere i Dodgers a stipulare il contratto.

## Carriera in Major League

### Il debutto in Major League
Ethier batte una valida doppia e riceve una "base per ball" nel suo debutto in Major League Baseball con i Los Angeles Dodgers, il 2 maggio 2006, contro gli Arizona Diamondbacks in Arizona, suo Stato natale. Batte il suo primo home run la sera successiva contro Dewon Brazelton dei San Diego Padres.

### La stagione 2006

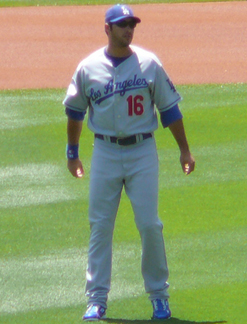
Ethier con i Dodgers nel 2008

Il 19 maggio 2006, Ethier fa una partita esplosiva, fa 5 su 5 con quattro punti segnati e alza la sua media battuta da. 222 a. 317. Rimane in buona condizione per tutta l'estate e viene nominato "Giocatore della settimana" in National League per la settimana che si conclude il 9 luglio 2006. Ethier batte molto bene per gran parte della stagione e porta la sua media a. 354 prima che un crollo lo porti a. 308 a fine stagione. In corsa per il titolo di Rookie of the Year, è risultato quinto alle votazioni. Usa la canzone "Alive" per i suoi turni alla battuta nel suo anno da rookie.

### La stagione 2007
Ethier inizia la stagione 2007 aspettandosi di condividere il ruolo di esterno con Matt Kemp e Luis Gonzalez. Ma Ethier gioca all'inizio per molto tempo a causa di un infortunio di Kemp. Ethier ha una buona stagione da sophomore, battendo. 284 con 13 home run e 64 RBI (punti battuti a casa).

### La stagione 2008

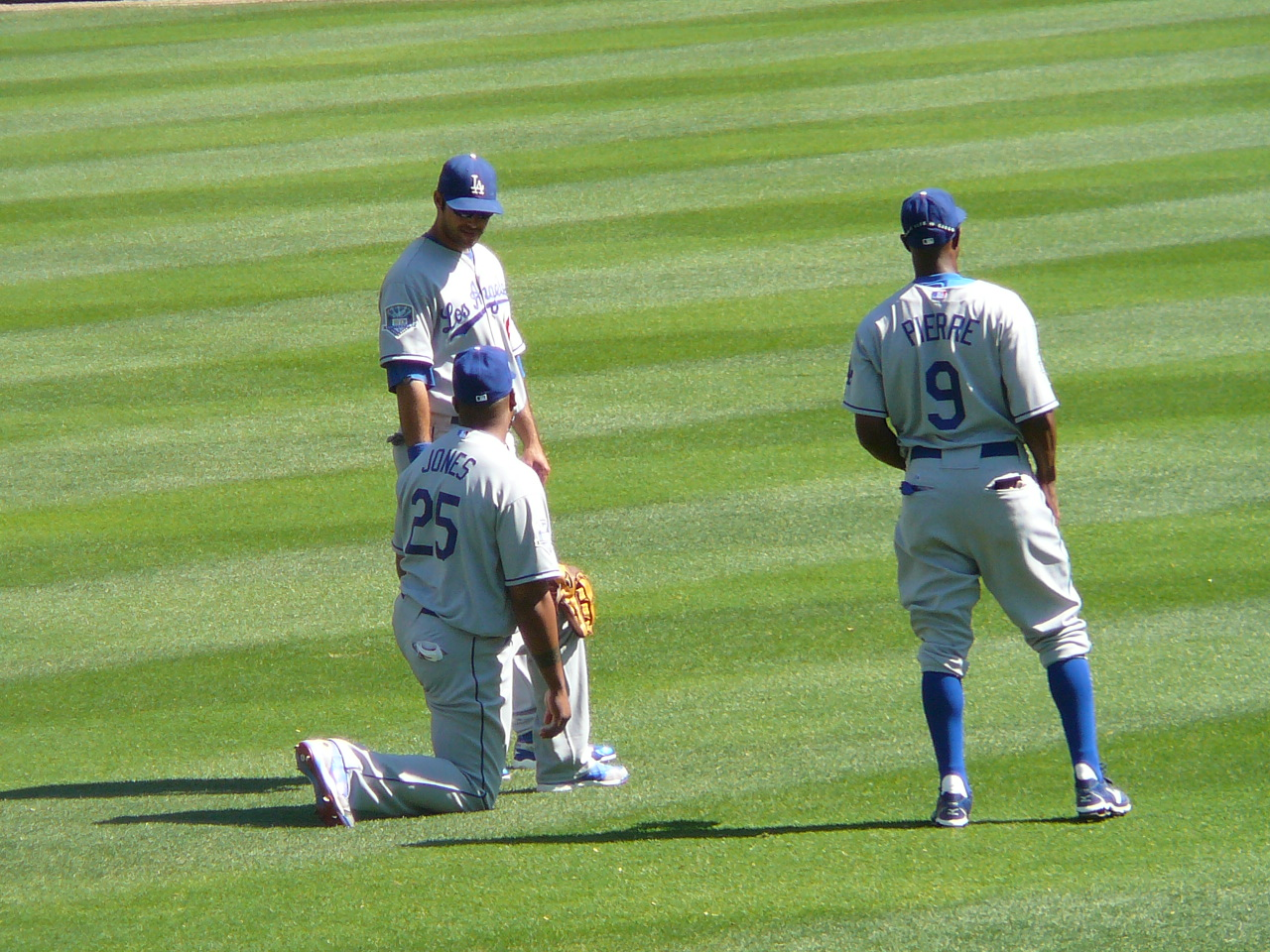
Ethier (in alto a sinistra) con i compagni di squadra nei Dodgers Andruw Jones e Juan Pierre nel 2008

Ethier batte Juan Pierre per il posto di esterno sinistro titolare nei Dodgers per l'inizio della stagione 2008. Da quando i Dodgers acquistano l'esterno Manny Ramirez, si sposta nella sua posizione più naturale sulla parte destro del campo, con Matt Kemp che gioca nella sua posizione naturale all'esterno centro. In regular season, Ethier ha una "media battuta" di. 305, con 20 "homers" (fuoricampo) e 77 "punti battuti a casa" (RBI).

### Il World Baseball Classic 2009
Vinny Castilla, che sarà il manager di Team Mexico, la squadra messicana al World Baseball Classic 2009, ha interrogato Andre sulla possibilità di una sua partecipazione con il Messico. Andre ha risposto:
"Ci dovrei pensare" "Per me vale molto il periodo tra una stagione e un'altra e devo competere anche per il posto di titolare per l'anno prossimo".

## Vita privata
Andre Ethier, durante la pausa tra una stagione e un'altra, vive con la moglie, Maggie Germaine, a Chandler, in Arizona. Maggie Germaine è stata una ginnasta "All-American" presso l'Arizona State University. Hanno un bambino di nome Dreson, nato il 13 settembre 2008.
Ethier è cattolico ed ha registrato una parte per Catholic Athletes for Christ.
Andre Ethier si interessa di cucina ed ha un "blog alimentare" che si chiama Dining with 'Dre (a cena con 'Dre).
Devon Ethier, il fratello più giovane di Andre, ha seguito le orme del fratello; dopo aver giocato a livello collegiale presso il Gateway Community College, è stato selezionato dai Dodgers (la stessa squadra di Andre) al 32º giro del 2010 MLB Draft. Ha firmato il suo contratto professionistico il 13 agosto 2010.
Il 25 luglio 2018, Ethier annunciò il suo ritiro ufficiale dal baseball professionistico.

## Palmarès
- MLB All-Star: 2

2010, 2011
- Guanto d'oro: 1

2011
- Silver Slugger Award: 1

2009
- Giocatore della settimana della NL: 4

9 luglio 2006, 7 settembre 2007, 19 aprile e 26 luglio 2009